# Isla Anvers
La isla Anvers o Amberes es la mayor del archipiélago Palmer en la Antártida. Se encuentra en la parte más austral del archipiélago, al suroeste de la isla Brabante, de la cual la separa el canal Schollaert y el archipiélago Melchior. Se sitúa a 10 km de la costa oeste de la península Antártica. 
Anvers es una isla de tipo continental, alta y montañosa. Tiene unos 61 km de longitud, con un área de 2432 km² y una longitud de costas de 379 km. El punto más elevado es el monte Français, con 2760 m s. n. m..
El 21 de febrero de 1832 el capitán británico John Biscoe del Tula desembarcó en la bahía Biscoe de la isla Anvers, creyéndola parte de la Tierra de Graham, tomando posesión formal en nombre del rey Guillermo IV del Reino Unido y denominándola Graham Land.
Su nombre se debe a la Expedición Antártica Belga de 1898, al mando de Adrien de Gerlache y dado en homenaje a la ciudad de Amberes, en Bélgica.
En la costa suroeste de la isla (64°46′12″S 64°3′00″O / -64.77000, -64.05000) se ubica la base Palmer de los Estados Unidos, abierta todo el año desde 1968.
La base N o Isla Anvers (Station N — Anvers Island) del Reino Unido se ubicaba (64°46′S 64°05′O / -64.767, -64.083) en Arthur Harbour. Fue establecida el 27 de febrero de 1955 y desocupada el 10 de enero de 1958. La cabaña fue cedida a la base Palmer de Estados Unidos el 2 de julio de 1963 y convertida en laboratorio biológico en enero de 1965. Reabierta como soporte aéreo en 1969 hasta que en 1973 las operaciones aéreas fueron transferidas a la base T, siendo la pista usada ocasionalmente hasta el 15 de noviembre de 1993. Cuando era renovada la base fue destruida por el fuego el 28 de diciembre de 1971. Personal de Estados Unidos retiró las ruinas en 1990-1991 permaneciendo solo los cimientos de hormigón.

## Reclamaciones territoriales
Argentina incluye a la isla en el departamento Antártida Argentina dentro de la provincia de Tierra del Fuego, Antártida e Islas del Atlántico Sur; para Chile forma parte de la Comuna Antártica de la provincia Antártica Chilena dentro de la Región de Magallanes y de la Antártica Chilena; y para el Reino Unido integra el Territorio Antártico Británico. Las tres reclamaciones están denegadas por los términos del Tratado Antártico.
Nomenclatura de los países reclamantes: 
- Argentina: isla Amberes
- Chile: isla Anvers
- Reino Unido: Anvers Island